# Хайнрих фон Шеленберг
Хайнрих фон Шеленберг (на немски: Heinrich von Schellenberg; * 8 септември 1411; † 1 май 1503) е благородник от род Шеленберг от днешното Княжество Лихтенщайн.
Той е син на Улрих фон Шеленберг († 1463), господар на Кислег, и втората му съпруга Урсула фон Рандек († 1483). Потомък е на Алберо фон Шеленберг († 1273). Роднина е на Хайнрих фон Шеленберг, господар на Лаутрах († 1386), убит в битката при Земпах.
Господството Шеленберг е завладяно през 1699 г. от Лихтенщайнерите.

## Фамилия
Хайнрих фон Шеленберг се жени за Анна фон Валдбург († пр. 1473). Бракът вероятно е бездетен.
Хайнрих фон Шеленберг се жени втори път на 18 юли 1473 г. за Урсула Бесерер фон Лойткирх († 13 юли 1485). Те имат осем деца:
- Ханс фон Шеленберг (* 31 май 1474; † 14 февруари 1532), женен за Беатрикс фон Найперг († 22 януари 1516); имат 5 деца
- Леонхард фон Шеленберг (* 26 ноември 1475; † 147?)
- Елизабет фон Шеленберг (* 20 октомври 1477; † 23 март 1547), омъжена за Себастиан фон Нипенбург († 12 януари 1543)
- Улрих фон Шеленберг (* 26 април 1478; † 1558), женен за Кресценция фон Щотцинген (* 26 април 1478; † 5 март 1549); имат 1 дъщеря
- Бенедикта фон Шеленберг (* 30 ноември 1480)
- Амалия фон Шеленберг (* 23 януари 1482?; † 19 август 1514), омъжена за Балтазар Аделман фон Аделмансфелден († 21 септември 1551)
- Волфганг фон Шеленберг (* 1/3 юли 1483; † пр. 13 януари 1559), женен на 22 март 1510? г. за Регина фон Макслрайн († 9 март 1534); имат 14 деца
- Якоб фон Шеленберг (* 18 юли 1484; † 148?)